# Ben Horowitz
Benjamin Abraham Horowitz (London, 1966. június 13. –) amerikai vállalkozó, befektető és író. Marc Andreessennel együtt társalapítója az Andreessen Horowitz kockázati tőkebefektető cégnek. Korábban társalapítója, elnöke és vezérigazgatója volt az Opsware szoftvercégnek, amelyet 2007-ben felvásárolt a Hewlett-Packard. 

## A kezdetek
Horowitz Benjamin, Abraham Horowitz néven született Londonban, Angliában, és a kaliforniai Berkeleyben nőtt fel Elissa Krauthamer és David Horowitz konzervatív író és politikai tanácsadó fiaként. Dédszülei az Orosz Birodalomból származó zsidó bevándorlók voltak, akik a 19. század közepén és a 20. század elején érkeztek az Egyesült Államokba. Horowitz 1988-ban a Columbia Egyetemen informatikából szerzett BA diplomát, majd 1990-ben a Los Angeles-i Kaliforniai Egyetemen (UCLA) informatikából MS fokozatot.

## Pályafutása
1990-ben kezdte pályafutását a Silicon Graphics mérnökeként.1995-ben termékmenedzserként csatlakozott a Netscape-hez. 1997 és 1998 között  a Netscape címtár és biztonsági termékvonalának alelnöke lett. 1998-ban, miután az AOL felvásárolta a Netscape-et, Horowitz az AOL e-kereskedelmi részlegének alelnöke lett. 1999 szeptemberében Horowitz Marc Andreessen, Tim Howes és In Sik Rhee társaságában megalapította a Loudcloudot, amely vállalati és internetes ügyfelek számára nyújtott infrastruktúra- és alkalmazás-hoszting szolgáltatásokat. Az ügyfelek között volt a Nike, a Ford és az amerikai hadsereg. A vállalat 2001-ben lépett a tőzsdére. 
2002 júniusában Horowitz megkezdte a Loudcloud átalakítását Opsware vállalati szoftvercéggé, ami üzleti egységek eladását tette szükségessé. Az Opsware-t 2007 júliusában 1,6 milliárd dollárért adták el a Hewlett-Packardnak. Horowitz ezután egy évet töltött a Hewlett-Packardnál a Hewlett-Packard Software alelnökeként és vezérigazgatójaként. 2009. július 6-án Horowitz és Andreessen elindította az Andreessen Horowitzot, hogy befektessen és tanácsot adjon az induló vállalkozásokba (start-ups), mind a már befutott, növekedésben lévő csúcstechnológiai vállalatokba. 

## Publikáció
- The Hard Thing About Hard Things: Building a Business When There Are No Easy Answers von Ben Horowitz, 2014, Harper Business, ISBN 978-0-06-227320-8

## Családja
Ben Horowitz 1988 óta Felicia Wiley Horowitz felesége, és három gyermek édesapja.

## Párttámogatásai
2024 júliusában Horowitz bejelentette, hogy adományozni fog a Super PAC-eknek, amelyek támogatják Donald Trump elnökválasztási kampányát.  Októberben azonban Horowitz váratlanul bejelentette, hogy ő és felesége mégis inkább Kamala Harris kampányát fogja támogatni, hivatkozva több mint 10 éves barátságukra.